# 基斯·根達
基斯杜化·羅斯·"基斯"·根達（英語：Christopher Ross "Chris" Gunter，1989年7月21日—）是一名威爾斯職業足球員，司職後衛，現效力於英乙球會AFC溫布頓，他亦是威爾斯國腳。雖然在纽波特出生，根達於孩童時移居加的夫，其後加入卡迪夫城的青訓系統。根達是一名出擊邊後衛，可以勝任兩邊閘位，但慣常擔任右閘。
根達於17歲以下級別開始代表威爾斯參加國際賽，是21歲以下國家隊歷來第二最年青的首次參賽成員，2007年根達成為卡迪夫城歷來最年青的威爾斯大國腳。

## 生平

### 球會
卡迪夫城
根達在威爾斯東南部的纽波特出生，當兒時為「达勒姆小马」（Durham Colts）及「艾比安流浪」（Albion Rovers）踢球時擔任前鋒，但其後改踢邊後衛，於8歲之齡加入卡迪夫城青訓系統，於2006年8月1日與青訓學院畢業同學达西·布莱克（Darcy Blake）一同簽署首份職業合約。8月22日在英格蘭聯賽盃第一圈主場0-2負於班列特首次上陣。由於陣中傷兵問題嚴重，根達取得多場上陣機會及表現出色，合共為一隊上陣16場，於2007年3月根達獲選「英格蘭聯賽年度最佳學徒球員」（Football League's Apprentice of the Year）。根達獲得英超球會愛華頓賞識，但兩度出價均被卡迪夫城拒絕。
熱刺
2007年12月24日熱刺證實根達於1月轉會窗重開後加盟，其時熱刺左閘人手短缺，贝诺特·阿索-埃科托及格瑞斯·贝尔均因傷同告缺陣，熱刺與卡迪夫城達成總值300萬英鎊的轉會交易，包括預付金及出場次數和轉售分紅等附加條款。2008年1月15日根達首次為熱刺上陣，於英格蘭足總盃第三圈重賽作客米底捷斯基球場以1-0擊敗雷丁。1月30日首次在英超上陣作客0-0賽和愛華頓。根達於加盟熱刺首半個球季分別在聯賽及足總盃各上陣兩場。
2008/09年球季隨著贝诺特·阿索-埃科托傷癒復出擔任左閘，而根達慣踢的右閘則有更具經驗的韦德兰·乔尔卢卡和阿兰·赫顿在陣，他只獲派在盃賽上陣，其中在歐洲足協盃上陣多達7場，而在聯賽盃及足總盃各上陣1場均於首場被淘汰，他有份上陣的3場聯賽均在季初上演。2009年3月8日領隊哈里·雷德克纳普表示有意外借根達汲取上陣經驗，而英冠球會昆士柏流浪亦有意借用。於3月12日另一支英冠球隊諾定咸森林取得根達以借用身份效力至球季結束。3月14日根達於作客0-5負於首次上陣，期間上陣8場取得3勝3和2負佳績，協助球隊擺脫降班危機，根達表示歡迎來屆繼續效力森林。在球季結束及成功護級後，森林時任領隊比利·戴维斯（Billy Davies）表明希望來屆正式羅致根達。
諾定咸森林
2009年7月17日諾定咸森林與熱刺達成175萬英鎊的轉會費協議，而根達亦同意森林提出的私人條件，7月20日通過體檢後正式加盟森林，簽約四年。9月27日作客普利茅夫，根達於上半場受傷補時射入個首個入球，亦憑這球小勝1-0奏凱而回。2010年3月23日主場2-0擊敗水晶宮是根達第100場為成年隊上陣。於4月他獲選入2009/10年球季「PFA冠軍聯賽最佳陣容」。森林以第三位結束球季參加升班附加賽，於準決賽兩回合累計4-6不敵黑池出局。根達整季在各項賽事合共上陣50場及射入1球。
2009/10年球季第二場聯賽主場對列斯聯，開賽不久根達交出一記助攻協助森林先開記錄，其後列斯聯扳平1-1，下半場末段根達與對方的阿仙奴借將桑切斯·瓦特發生爭執，各被罰一面黃牌，賽後電視重播顯示根達故意踢桑切斯·瓦特引發兩隊球員聚集對抗，英格蘭足球總會檢控兩隊未有控制旗下球員，而根達被加控粗暴行為，罰停賽三場。2010年11月6日根達與森林續約至2014年。
雷丁
2012年7月17日，英超雷丁從英冠諾定咸森林簽入根達，轉會費金額沒透露，估計為230萬英鎊，合約為期三年另球會有選擇權可延長多一年。
2020年1月1日，根達在2-1擊敗富勒姆的比賽中第300次代表雷丁出場。2020年7月，根達在合約到期後被雷丁釋出。

### 國家隊
青少年隊
早於2003/04年球季根達已代表威爾斯參賽，為15歲以下學童發展隊上陣4次，其後提升入16歲以學童隊，曾友賽愛爾蘭及參加3場勝利盾（Victory Shield）的國際賽。2005/06年球季根達代表17歲以下少年隊參加歐洲U-17足球錦標賽，威爾斯以1勝1和1負的成績獲得首輪外圍賽分組賽次名，取得次輪精英外圍賽的參賽資格，但不敵西班牙無緣晉級決賽週。他隨後代表19歲以下青年隊參加牛奶盃（Milk Cup）
根達以16歲另299日之齡首次代表威爾斯U21出戰塞浦路斯，成為歷來最年青的威爾斯U21成員，他的記錄直到2007年8月才被前卡迪夫城隊友阿隆·拉姆塞打破。
成年隊
2007年5月26日根達以17歲另309日首次代表威爾斯成年隊上陣在雷克瑟姆主場迎戰新西蘭，使他成為卡迪夫城歷來最年青的威爾斯大國腳。威爾斯在2008年歐國盃外圍賽以一班年青及缺乏經驗的球員應戰，根達擔任左閘，在球隊分別以2-2及0-0賽和愛爾蘭及德國有非常出色的表現。根達在2010年世界盃外圍賽回復右閘位置，是中隊中唯一出席全部10賽事的球員。
2010年10月8日根達在2012年歐國盃外圍賽主場0-1負於保加利亞，根達在完場前因阻截對方單刀前進而被罰紅牌離場。
2018年11月20日，根達在面對阿爾巴尼亞的友誼賽中先發上陣，這也是他代表國家隊的第93場出賽，也打破前門將內維爾·索瑟爾（Neville Southall）的92場記錄，可惜球隊已0-1敗給對手，為這記錄之夜黯淡不少。
2021年3月28日，根達在面對墨西哥的友誼賽中再次先發上陣，而這也是他代表國家隊的第100場出賽，也是國家隊第一位達成100場出賽的球員，而球隊也以1-0獲勝。

## 私人生活
根達就讀於「达勒姆路小学」（Durham Road Junior School），其後升讀「圣朱利安高校」（St. Julian's）。他與兄弟麥斯（Marc）亦是卡迪夫城的球迷，直到2006年前仍經常乘坐球迷巴士出席作客賽事為球隊打氣。他持有「商業和技術員教育委员会」的體育學國家文憑（BTEC National Diploma in sports Studies）。他與阿隆·拉姆塞曾為室友。

## 瑣事
2009年9月5日根達在天空體育的《足球上午》（Soccer AM）中的「橫楣大挑戰」（Crossbar Challenge）成功在中場線射中球門的橫楣。

## 外部連結
- 基斯·根達 – FIFA國際賽競賽紀錄 (存檔)
- 足球数据库：基斯·根達的球员统计数据
- 威爾斯足總官網簡歷（页面存档备份，存于）
- Profile at official website of Tottenham Hotspur（页面存档备份，存于）